# Don Torcuato
Don Torcuato är en ort i Argentina.   Den ligger i provinsen Buenos Aires, i den centrala delen av landet, 27 km nordväst om huvudstaden Buenos Aires. Don Torcuato ligger 20 meter över havet och antalet invånare är 64 867.
Terrängen runt Don Torcuato är mycket platt. Runt Don Torcuato är det mycket tätbefolkat, med 7 216 invånare per kvadratkilometer.. Närmaste större samhälle är Morón, 17,5 km söder om Don Torcuato.
Runt Don Torcuato är det i huvudsak tätbebyggt.